# 向寬
向寬（？—1839年12月4日（道光十九年十月廿九日）），和名兼城親方朝典，琉球國第二尚氏王朝政治家、三司官。
向寬原名向達寬，是尚楷（豐見城王子朝春）的弟弟，最初授普天間親雲上。尚灝王歸政於世子尚育後，尚育於道光十二年（1832年）派尚楷為正使、毛惟新（澤岻親方安度）為副使上江戶謝恩，向寬以讚議官的身份跟隨前往。尚楷於途中在鹿兒島病卒，向寬頂其缺為正使。作為尚楷的替身，他使用了「豐見城王子」的名號。使團跟隨薩摩藩藩主島津齊興前往江戶。翌年回國。
道光十六年九月二十三日（1836年11月1日），向寬出任三司官。道光十八年（1838年）冬，以謝恩王舅的身份，與紫金大夫楊德昌、使者馬維興等人一起，跟隨冊封使林鴻年、高人鑑的船隊來到福州，隨後前往北京。翌年使團回到福州，向寬染病，於十月廿九日去世。